# Movimiento de independencia de Corea
El movimiento coreano de independencia, fue una campaña militar y diplomática de Corea desde Japón. Después del tratado forzado entre Japón y Corea de 1910, la resistencia a lo largo de Corea alcanzaba su primera cumbre durante el Movimiento primero de marzo de 1919, que fue violentamente derrotada y, como resultado, los líderes coreanos huyeron a China. Los activistas formaron una alianza con el gobierno nacionalista de China que decidió apoyar al gobierno coreano provisional. Al mismo tiempo, el “ejército coreano de liberación” (KPG) bajo la comisión china de los militares avanzaba en algunas batallas contra Japón.
Debido al estallido de la guerra del Pacífico, China sufrió una serie de batallas contra Japón y trató de asertar la cognición de KPG a los Aliados. Sin embargo, los Estados Unidos se mostraban escépticos con respecto a la unión coreana y su preparación para la independencia, porque Washington pensaba en el fideicomisario como la solución posible. Aunque la independencia coreana fue dirigida por los Aliados en la Declaración de El Cairo en 1943, la discordia y la ambigüedad sobre el establecimiento del gobierno coreano hasta la guerra soviético-japonesa en 1945 resultaron de facto en la división de Corea en las zonas soviéticas y americanas, que luego provocó la guerra de Corea.
La fecha de la rendición de Japón (15 de agosto de 1945) es ahora un Día nacional llamado 광복절(Gwangbokjeol) en Corea del Sur y 조국 해방의 날 (Chogukhaebangŭi nal) en Corea del Norte.

## Historia

### Antes de anexión
La última dinastía independiente de Corea, conocida como Joseon, continúa más de 500 años, al igual que el imperio de Corea. Su posición internacional y las políticas fueron practicadas por su diplomacia prudente según la dirección de China. A lo largo de la historia de Joseon, China observaba la caída de la dinastía Yuan y el establecimiento de Ming y Qing al fin. Pues, Joseon mantenía su política del confucianismo fuertemente, asegurando su control sobre los asuntos internacionales y la autonomía internacional, de modo que China era la suzeranía en aquella época. Las políticas coreanas eran efectivas para mantener no sólo la independencia, sino también la autonomía a pesar de sufrir una serie de invasiones de Japón y los Manchú.
Sin embargo, en los siglos XIX y primer años del siglo XX, la expansión del imperialismo, fomentada por la Revolución Industrial y otros tipos de modas internacionales, empezó a extenderse al este de Asia y el ocaso de China resultó dejar Corea vulnerable a la invasión o la agresión extranjera.
En esta época, aproximadamente desde 1870 hasta la anexión por Japón en 1910, aparecieron las grandes rebeliones, revueltas y otro tipo de tumultos, llevando más debilidad del gobierno. El imperio de Corea no podía ejecutar su papel, ganando la intervención desde las grandes fuerzas (incluso Rusia, Japón, China y una influencia menor desde Francia, Inglaterra, los Estados Unidos). En el momento del fin de la primera guerra sino-japonesa en 1895, era evidente que China no pudo proteger los intereses internacionales de Corea contra unos enemigos latentes.Tampoco logró modernizar las fuerzas militares ni implementar políticas nuevas.
Entre otros asuntos, el tratado de Shimonoseki terminó la primera guerra entre Japón y China, eliminando la suzeranía e influencia sobre Corea. Lo que significa terminar el sistema de tributo en muchos siglos. Prácticamente, la influencia extranjera fue trasferida desde China a Japón porque las fuerzas japonesas aseguraron la hegemonía a lo largo de la península coreana durante la guerra. Pues Japón pudo remover la influencia china casi completamente. El tratado de Eulsa en 1905 permitió al emperador Gojong del imperio de Corea mantener la misma autoridad que otros emperadores extranjeros a fin de cortar toda la conexión con Pekín y como un protector japonés; en 1907, el tratado entre Japón y Corea escribe que las políticas coreanas serían practicadas por un director japonés en Corea; y en 1910 Japón oficialmente hizo anuncio de su anexación sobre Corea. Todos los tratados fueron forzados bajo una fuerza, y el emperador Sunjong rechazó la confirmación sobre todos los documentos, considerándolos una falsificación sin 구속력.

### Ocupación japonesa
La ocupación japonesa era opresiva en gran parte, provocando el aumento de los movimientos coreanos de independencia. En el año 1919, los movimientos se opusieron a lo largo del país; el más notable fue el movimiento primero de marzo. (el movimiento de Samil).
La política de ocupación fue cambiando con los años. Inicialmente, era una represión fuerte en los primeros décimos. Esta época se llama “amhukki” (en hangul: 암흑기), el período oscuro, porque más de 10 000 coreanos fueron arrestados por razones políticas.
La dureza de la ocupación japonesa aumentaba los apoyos en los movimientos para la independencia coreana. Muchos coreanos tuvieron que emigrar a otros lugares como Manchú y Japón. Hubo un grupo prominente de los comunistas coreanos con una gran limitación de su actividad en Japón.
En parte debido a la resistencia contra las políticas coloniales, los japoneses relajaron algunas políticas duras. El heredero del último emperador coreano se casó con una princesa japonesa llamada Nashimoto. La prohibición de los periódicos coreanos se eliminó, permitiendo la publicación de Choson Ilbo y The Dong-a Ilbo. Los funcionarios coreanos recibieron un sueldo igual que al de los japoneses. La flagelación fue quitada para los delitos menores, sin embargo, no para otros. Las leyes hicieron interrupción en el entierro, matanza y en las costumbres tradicionales. Además, los mercados de los campesinos fueron eliminados o reformados.
Después de la introducción de un código sobre la seguridad en 1925, la libertad civil fue restringida. Luego, en el proceso de la invasión a China y la Segunda Guerra Mundial, la dureza de la ocupación aumentó otra vez.

### Diplomacia en la Segunda Guerra Mundial

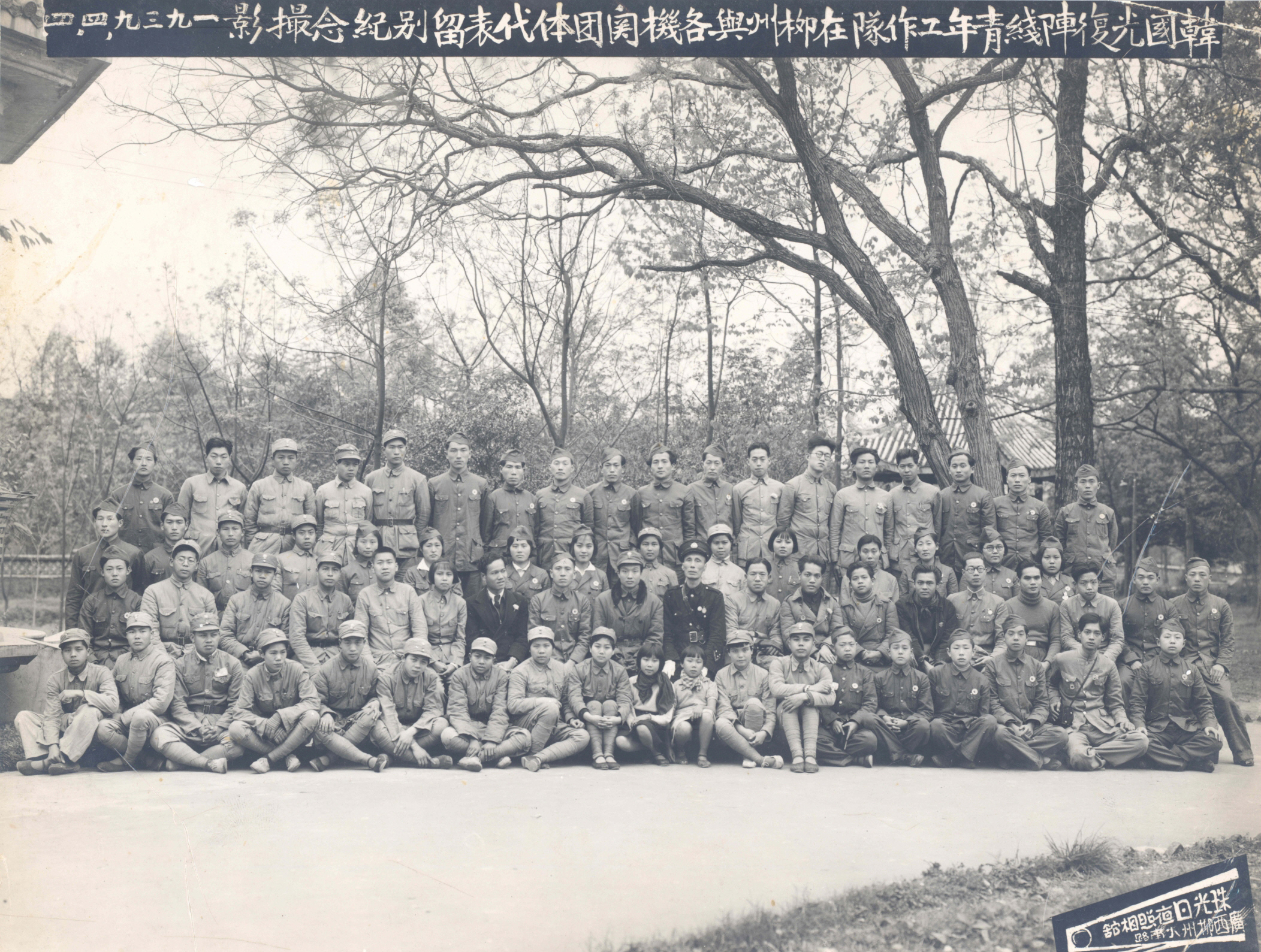
El Ejército de Liberación de Corea, fotografía tomada antes de 1945.

Aunque el Imperio de Japón había invadido y ocupado el noreste de China desde 1931, el gobierno débil chino trataba evitar la declaración de guerra con Japón hasta su campaña a Pekín en 1937, provocando la segunda guerra sino-japonesa.
Después de que los Estados Unidos anunciara la guerra contra Japón en 1941, China se opuso a los aliados, tratando demostrar su influencia a fin de apoyar el nacionalismo y antiimperialismo que incluye la rendición completa japonesa y luego la independencia coreana.
China quería fomentar una legitimación del Gobierno provisional de la República de Corea (GPRC) que fue establecido por los coreanos después de la opresión sobre el movimiento primero de marzo en 1919. En aquel momento, el GPRC mantenía su ideología similar con el gobierno chino porque el líder del gobierno, Kim Koo había estado de acuerdo a una oferta de Chiang Kai-shek por aceptar la doctrina, Tres Principios del Pueblo a cambio de ganar una ayuda financiera.
Al mismo tiempo, China apoyaba un líder coreano Kim Won-bong e insistió en el apoyo a dos Kims a fin de establecer el Ejército de Liberación de Corea (ELC). Pues el GPRC aseguró su posición de realizar operaciones a lo largo de China con el Ejército Nacional Revolucionario hasta 1945. La comisión militar nacional de China también había decidido que la independencia completa para Corea fuera una política fundamental china; además, el Gobierno provisional de la República de Corea trató de unificar unas facciones divididas.
Sin embargo Chiang y los líderes coreanos como Syngman Rhee trataron de influenciar al Departamento de Estado de los Estados Unidos para dar apoyo sobre la independencia coreana con su confirmación de la fuerza coreana en China, la división estadounidense del extremo oriente era escéptica. Su argumento era que los coreanos "se habían enmascarado políticamente" después de unas décadas de la ocupación japonesa, mostrando la desunión extrema con su preferencia de condominio para Corea que involucró a la Unión Soviética.
China fue claramente contra una influencia soviética en Corea por escuchar la represión soviética a los civiles polacos (1939-1946).
En la conferencia de El Cairo, Washington y Pekín buscaron una solución para la independencia coreana "en curso apta", con China aún presionando para que se reconociese de inmediato el gobierno exiliado y una fecha concreta para la independencia.
Después de que la relación bilateral se deteriorara, el 10 de agosto de 1945, el departamento estadounidense de guerra accedió que China desembarcara sus tropas en Busan para impedir el paso de la ocupación soviética. Pese a todo, esta oportunidad era tan tarde que no obstruyó la división de Corea porque el Ejército Rojo rápidamente invadió la parte norte de Corea en el mismo mes.